# Lazkao
Lazkao és un municipi de Guipúscoa, de la comarca del Goierri.

## Població
| Any  | Habitants |
| 1800 | 150       |
| 1860 | 1.079     |
| 1900 | 947       |
| 1930 | 1.588     |
| 1940 | 1.657     |
| 1950 | 1.817     |
| 1966 | 3.808     |
| 1970 | 4.214     |
| 1975 | 5.025     |
| 1981 | 5.185     |
| 2000 | 4.876     |
| 2006 | 5.409     |

## Ajuntament
- Corporació Municipal
  - Alcalde: Patxi Albisu (PNB))
  - Tinent-Alcalde: Felix Urkola (PNB))
  - Segon Tinente-Alcalde: Amagoia Naldaiz (PNB))
  - Tercer Tinente-Alcalde: Xanet Barreras (PNB))
  - Quart Tinente-Alcalde: Xabier Arrasate (PNB))
  - Regidors: 
    - Mª Lourdes Garmendia (PNB))
    - Inazio Estensoro (PNB))
    - Inazio Barandiaran (PNB))
    - Juan Manuel Serna (PSE-EE)
    - Iñaki Saldaña (EB-IU)
    - Anjel Hérnandes (PSE-EE)
    - Ricardo Crespo (PSE-EE)
    - Javier Moreno González de Lara (PP)

Les eleccions municipals de 2007, van donar a l'EAJ-PNB la majoria absoluta. Els resultats foren:
- Eusko Alderdi Jeltzalea - Partit Nacionalista Basc : 895 vots (8 escons)
- Partit Socialista d'Euskadi - Euskadiko Ezkerra : 326 vots (3 escons)
- Ezker Batua - Aralar : 175 vots (1 escó)
- Partit Popular : 100 vots (1 escó)

## Personatges cèlebres
- Josu Sarriegi (1979): futbolista del Panathinaikos.
- Joseba Beloki (1973): exciclista professional.
- Josune Bereziartu (1972): escaladora.
- Josean Querejeta (1957): exjugador internacional de bàsquet y actual president del club Tau Vitoria.
- Francisco Garmendia (1924-2005): fou bisbe catòlic del Bronx. Primer bisbe hispà a l'arxidiòcesi de Nova York.
- Lazkao Txiki (1926-1993): bertsolari.
- Francisco Areso (1872-1954): músic i compositor.
- Miren Aranburu: actriu, cantant i pintora.
- Iñaki Arkarazo (1961): Músic, compositor i productor que ha treballat a ETB.
- Santiago Auzmendi (1940): modisto i atleta.
- Felipe Barandiaran Mujika: Actor
- Joxemari Urteaga (1961): Escriptor i professor d'euskara.

Aquesta localitat tenia l'antic solar dels Mendoza, més tard ennoblits amb el Ducat d'Infantat.